# Listen to What the Man Said
Singles de Paul McCartney et les Wings
Junior's Farm
(1974) Letting Go
(1975)
Listen to What the Man Said est une chanson de Paul McCartney et les Wings parue sur l'album Venus and Mars en mai 1975. Pour faire la promotion de l'album, la chanson est sortie en single deux semaines auparavant.
Elle marque une évolution pour le groupe, avec l'arrivée du batteur Joe English. Deux autres musiciens se joignent également, à titre exceptionnel, au groupe : Dave Mason et Tom Scott. La chanson a été enregistrée à La Nouvelle-Orléans.
Le single est un grand succès : il se classe en tête des charts aux États-Unis et en 6e position au Royaume-Uni. Malgré cette popularité, il n'apparaît pas sur la première compilation du groupe, Wings Greatest, mais il est en revanche présent sur les suivantes.